# Celestia Spaces
Les Celestia Spaces Towers sont deux gratte-ciel en construction à Mumbai en Inde. Ils s'élèveront à 237 mètres. Leur achèvement est prévu pour 2018. 